# Курилко, Михаил Иванович
Михаил Иванович Кури́лко (1880—1969) — русский советский художник театра, сценограф, архитектор. Заслуженный деятель искусств РСФСР (1955). Лауреат Сталинской премии второй степени (1950). Член ВКП(б) с 1941 года.

## Биография
М. И. Курилко родился 31 мая (12 июня) 1880 года в городе Каменец-Подольский (ныне Хмельницкая область, Украина). В 1905 году поступил в Высшее художественное училище ИАХ. Руководил студенческим комитетом, который провёл забастовку, приведшую к закрытию Академии на один год. В 1907 году возобновяет занятия у профессора В. В. Матэ.
В 1913 году заканчивает обучение с отличием и получает право на пенсионерскую поездку.
Преподаватель Высших Женских Политехнических курсов (в 1915 году преобразованы в Женский Политехнический институт).
Совместно с Т. Я. Бардтом — изобретатель системы театра нового типа в Новосибирске (в 1932 году получает авторское свидетельство).
Главный художник ГАБТ (1924—1928). Написал либретто при участии балерины Екатерины Гельцер к балету «Красный мак».
Профессор (1940). Преподаватель МАРХИ (1939—1956).
Руководитель театрально-декорационной мастерской МГАХИ имени В. И. Сурикова (1948—1960).
Руководитель мастерской офорта АА СССР.
Среди учеников — В. Я. Левенталь
Сын — художник М. М. Курилко-Рюмин.
М. И. Курилко умер 1 марта 1969 года. Похоронен на Малаховском кладбище (Московская область, г.о. Люберцы, р.п. Малаховка).

## Награды и премии
- Сталинская премия второй степени (1950) — за оформление второй редакции балетного спектакля «Красный мак» Р. М. Глиэра (1949)
- заслуженный деятель искусств РСФСР (1955)

## Работы в театре
- «Саломея» Р. Штрауса (1925)
- «Эсмеральда» Ц. Пуни (1926)
- «Красный мак» Р. М. Глиэра (премьера 14 июня 1927 года) — первый советский балет
- «Майская ночь» Н. А. Римского-Корсакова (1928)

## Монументальная живопись
- Роспись сводов здания Вокзала Императорской железнодорожной ветки (Царский павильон) в Царском Селе (1912 г.; арх. Покровский В. А.);

## Ученики
- Булгакова Матильда Михайловна (1919—1998).